# Phần mềm hệ thống Xbox One
Phần mềm hệ thống Xbox One, đôi khi được gọi là Xbox OS là một điều hành hệ thống cho game console thế hệ thứ tám Xbox. Nó là một hệ điều hành nền Windows sử dụng các màn hình ảo Hyper-V chứa các hệ điều hành cho game và ứng dụng chạy trên console. Xbox OS nằm trên bộ ổ cứng cho sử dụng hàng ngày, và cũng được sao lưu trong bộ nhớ NAND của console cho mục đích phục hồi và factory reset.
Xbox One cho phép người dùng tải các ứng dụng để bổ sung vào chức năng của console. Từ tháng 6 năm 2014 trở đi, các ứng dụng giải trí không còn yêu cầu người dùng phải đăng nhập vào tài khoản Xbox Live Gold hợp lệ để sử dụng các tính năng của các ứng dụng nhất định.
Kể từ khi ra mắt, Microsoft đã cập nhật hệ điều hành hàng tháng, với các bản cập nhật được tải xuống trực tiếp từ dịch vụ Xbox Live vào Xbox One và sau đó cài đặt, hoặc bằng cách sử dụng các bộ khôi phục offline được tải về qua PC. Vào tháng 11 năm 2015, một bản cập nhật hệ thống lớn với cái tên New Xbox One Experience được phát hành, mang lại những thay đổi đáng kể cho thiết kế và tính năng của hệ thống. Phần lõi Windows 10 đã thay thế cho lõi Windows 8 trong bản cập nhật này, và hệ thống mới này đôi khi được gọi là "Windows 10 trên Xbox One"

## Công nghệ

### Hệ thống
Các console Xbox One chạy trên hệ điều hành với lõi Windows 10, mặc dù nó có lõi Windows 8 khi ra mắt. Phần mềm hệ thống Xbox One có chứa một bộ phận giám sát Hyper-V (được gọi là NanoVisor) chứa hệ điều hành chủ cùng với hai phân vùng. Phân vùng "Exclusive" là một máy ảo tùy chỉnh (VM) cho các trò chơi; còn phân vùng "Shared" là một VM tùy chỉnh để chạy nhiều ứng dụng. Khi ra mắt, phân vùng Shared chứa Windows 8 Core, và đến tháng 11 năm 2015, qua bản cập nhật "New Xbox One Experience", nó đã được nâng cấp lên Windows 10 Core. Với Windows 10, các ứng dụng Universal Windows Platform đã có thể chạy trên Xbox One. Theo người đứng đầu bộ phận Xbox của Microsoft hiện nay, Phil Spencer, "tầm quan trọng của giải trí và trò chơi cho hệ sinh thái Windows đã trở nên phổ biến đối với công ty (The importance of entertainment and games to the Windows ecosystem has become really prevalent to the company)". Chương trình mà Microsoft tung ra cho phép các nhà phát triển xây dựng một ứng dụng duy nhất có thể chạy trên nhiều thiết bị khác nhau, bao gồm máy tính cá nhân và máy chơi game Xbox One. Theo tờ Polygon, Microsoft đang loại bỏ sự khác biệt giữa Xbox One và Windows trên PC.
Bắt đầu từ tháng 2 năm 2014, Microsoft mời những người dùng được chọn vào chương trình xem trước cho phép họ sớm nhận được bản cập nhật hệ thống sắp tới và thử nghiệm các tính năng trước khi đưa phần mềm ra công chúng. Sau khi đăng ký vào Xbox One Preview Program, người tham gia sẽ có thể thử nghiệm các tính năng sớm được cập nhật và cung cấp phản hồi về một diễn đàn riêng tư và có thể chọn không tham gia vào các đợt cập nhật trong tương lai. Thông qua trang web Xbox Feedback, Microsoft đã thu hút đầu vào từ người tiêu dùng về các tính năng của nó và yêu cầu bổ sung trong tương lai vào giao diện điều khiển. Thông báo về pin thấp và hỗ trợ Blu-ray 3D là hai ví dụ về những ý tưởng đã được xếp hạng cao nhất trên trang web.

### Giao diện người dùng
Giao diện của phần mềm hệ thống Xbox One sử dụng hình vuông và các hình chữ nhật cuộn liên tục theo phương ngang, sử dụng ngôn ngữ thiết kế Metro như ở Windows 8, Windows 10 và các sản phẩm khác của Microsoft. Bảng điều khiển được chia thành các phần "Trang chủ", "Cộng đồng", "OneGuide" và "Cửa hàng"; phần "Trang chủ" chứa danh sách ứng dụng và trò chơi gần đây và phím tắt cho ứng dụng và trò chơi "ghim". Phần "Cộng đồng" cho phép người dùng xem các hoạt động trong trò chơi của bạn bè và ghi lại, cập nhật trạng thái bài đăng,  cũng như đọc các nội dung đang nổi bật, phần "OneGuide" tổng hợp nội dung video và truyền hình trực tuyến, và phần "Cửa hàng" đóng vai trò là nơi cung cấp các trò chơi, video, âm nhạc và ứng dụng. Nhìn chung, phần menu trên cùng của Xbox One ít lộn xộn hơn bảng điều khiển của Xbox 360. Ví dụ: tab bạn bè đã bị xóa và thay thế bằng một ứng dụng chuyên dụng mà ở đó người dùng có thể xem bạn bè của họ đang làm gì. Có một vài cột cho các tùy chọn cài đặt và khu vực dành cho các mục yêu thích được "ghim" vào. Tổng thể, giao diện rất sạch sẽ và đơn giản. Microsoft cũng giới thiệu một cách mới để đa nhiệm gọi là Snap, cho phép người dùng Xbox One mở nhiều khung trong một cửa sổ duy nhất.
Khi Microsoft nâng cấp Core dựa trên Windows 8 lên Windows 10, họ đã tạo ra một chuyến tham quan (tour) giao diện người dùng mới trên Xbox Wire, hứa hẹn về việc điều hướng nhanh hơn, dễ dàng hơn, cải tiến các tính năng cộng đồng và sự trở lại của avatar Xbox. Trên màn hình chính là danh sách các trò chơi được chơi gần đây nhất. Chọn bất kỳ mục nào sẽ cung cấp cho người dùng thêm thông tin về các thông báo, thành tích, hoạt động xã hội và các thông tin khác về mục đó. Nó cũng tập trung nhiều hơn vào các trò chơi thực tế mà họ đang chơi, đây là một phần của hướng đi mới của công ty dưới thời Phil Spencer, hiện là giám đốc bộ phận Xbox của Microsoft.

### Các tính năng đa phương tiện (multimedia)
Giống như các game console khác, Xbox One được thiết kế chủ yếu để chơi trò chơi, và nó còn được phát triển đến một mức độ cao hơn thành một trung tâm giải trí cho các trò chơi, truyền hình, âm nhạc và video. Tuy vậy, giao diện điều khiển của nó chỉ tập trung tối đa vào chức năng giải trí. Tại Gamescom 2014 Microsoft đã công bố một kế hoạch mới để khắc phục điều này và công nhận một cách nghiêm túc rằng Xbox One là "giải pháp giải trí tất cả trong một" bằng cách mở rộng sự hỗ trợ cho tính năng đa phương tiện. Chương trình phát đa phương tiện của Xbox One tương tự với chương trình playback của Xbox 360 về mặt hình thức và chức năng, tuy nhiên bây giờ nó hỗ trợ tới hơn 30 định dạng bao gồm cả các file MKV và GIF. Xbox One cũng có một số điều độc đáo, ví dụ người dùng có thể sử dụng thiết bị để điều khiển chương trình TV, cũng như sử dụng nó như một bộ DVR. Ngoài việc stream nhạc và video qua Play (Charms> Device> Play), cũng có một cách tiếp cận dựa vào mạng. Có hai cách chính để thực hiện việc này. Đầu tiên là truyền stream từ máy tính hoặc máy tính bảng và thứ hai là phát trực tiếp từ ổ USB flash drive. Ưu điểm của phương pháp này trên hệ thống Play là người dùng có thể làm tất cả mọi thứ từ bất cứ đâu qua Xbox One, thay vì gửi video từ máy tính đến bàn console của họ. Bên cạnh các tệp đa phương tiện, Xbox One còn có khả năng phát đĩa CD, DVD và đĩa Blu-ray, đồng thời hỗ trợ DLNA và MKV, có nghĩa là các tệp video đã tải xuống có thể được xem trực tiếp qua PC hoặc được vận chuyển qua ổ cứng ngoài và USB. Trong khi đó, Hướng dẫn truyền hình tương tác cho phép người dùng bật và kiểm soát truyền hình bằng giọng nói của họ. Ngoại ra, hệ thống đi kèm với một loạt các ứng dụng liên quan đến các tính năng đa phương tiện. Tại Hoa Kỳ, các kênh video bao gồm ví dụ như Amazon Video, Crackle, Hulu Plus và Netflix. Microsoft tuyên bố rằng Xbox One đã được trao giải thưởng cho các khả năng đa phương tiện của mình tại Giải thưởng Công nghệ & Kỹ thuật hàng năm lần thứ 66 vào đầu năm 2015, và giải thưởng được dành cho các chức năng truyền hình theo yêu cầu (VOD) của Xbox One.

### Tính tương thích ngược
Khi Microsoft khởi động dự án, Xbox One không tương thích ngược với bản gốc Xbox hoặc Xbox 360, và họ thừa nhận rằng những nỗ lực sử dụng streaming đám mây để cho phép người dùng chơi các trò chơi Xbox 360 trên Xbox One là "có vấn đề (problematic)". Tuy nhiên, trong cuộc họp báo E3 vào ngày 15 tháng 6 năm 2015, Microsoft đã công bố kế hoạch giới thiệu tính tương thích ngược với Xbox 360 bằng cách sử dụng phương pháp phần mềm trên Xbox One. Người ta cho rằng các trò chơi Xbox 360 được hỗ trợ sẽ chạy trong một hệ thống phần mềm giả lập cả phần cứng và phần mềm của Xbox 360. Các tính năng của Xbox 360 được hỗ trợ bao gồm tính năng quay phim, phát sóng, nhiều người chơi, thành tích và khả năng truy cập vào đám mây.
Không giống như Xbox 360 ban đầu, các trò chơi không cần phải vá một cách đặc biệt nhưng cần được đóng gói lại ở định dạng Xbox One. Các trò chơi mà người dùng mua dưới dạng kỹ thuật số sẽ tự động xuất hiện trong thư viện của họ để tải xuống khi chúng có sẵn cho thị trường. Các trò chơi trên các phương tiện vật lý sẽ không được khởi động trực tiếp từ đĩa; một khi người dùng chèn đĩa vào, hệ thống sẽ bắt đầu tải về một phiên bản đóng gói lại. Giống như Xbox One, để xác nhận bản quyền, đĩa phải được chèn vào trong khi chơi.
Ít nhất 100 trò chơi Xbox 360 được hỗ trợ chính thức và có sẵn cho lần ra mắt công khai của tính năng này cùng với bản cập nhật hệ thống "Trải nghiệm Xbox One Mới (New Xbox One Experience)" tháng 11 năm 2015  và các thành viên trong chương trình xem trước của Xbox One đã nhận được quyền truy cập sớm với một số lượng hạn chế theo thông báo. Microsoft hy vọng số lượng trò chơi được hỗ trợ sẽ tăng lên đáng kể theo thời gian, nhưng không phải tất cả các trò chơi Xbox 360 sẽ được hỗ trợ - điều này thực sự rõ ràng đối với các trò chơi cần Kinect hoặc truy cập thiết bị ngoại vi USB.
Giám đốc bộ phận Xbox Phil Spencer cho rằng ý tưởng về việc bổ sung hỗ trợ cho các trò chơi từ Xbox gốc không phải là "ngớ ngẩn", nhưng bộ phận Xbox sẽ tập trung vào khả năng tương thích Xbox 360 trước. Vào ngày 11 tháng 6 năm 2017, Microsoft tuyên bố sẽ có khả năng tương thích ngược với Xbox gốc.

### Quá trình phát triển
Tại hội nghị 2016 Build, người ta đã thông báo rằng tất cả các console Xbox One đều có thể được cập nhật nhận được một bộ phát triển cho các ứng dụng UWP trên Xbox One, với hỗ trợ chính thức cho nền tảng này và Cortana vào mùa hè 2016.

## Lịch sử cập nhật
Cùng với việc giới thiệu những cải tiến và các bản sửa lỗi cho các ứng dụng và phần mềm giao diện điều khiển bản địa, bản cập nhật hàng tháng cho phần mềm hệ thống Xbox One giới thiệu các tính năng chính được bình chọn hoặc yêu cầu bởi cộng đồng, mặc dù vài tháng đã có nhiều hơn một bản cập nhật. Bắt đầu vào tháng 2 năm 2014, bản phát hành beta cập nhật được kiểm tra trước khi trực tuyến để kiểm tra lỗi và tính ổn định trước khi đi đưa ra công chúng.
Vào ngày khởi động hệ máy console vào năm 2013, bản cập nhật hệ thống đã được phát hành để loại bỏ tính năng luôn trực tuyến của DRM gây tranh cãi đã được công bố tại Electronic Entertainment Expo 2013. DRM này yêu cầu Xbox One kết nối với Internet ít nhất một lần mỗi hai mươi bốn giờ, nếu không các trò chơi khác sẽ ngừng hoạt động. Sau một làn sóng phản đối của các game thủ và báo chí, Microsoft đã buộc phải đảo ngược các chính sách của mình về điều này, nhưng những người dùng đầu tiên đã phải lên online ít nhất một lần để nhận được bản vá này.
Cập nhật tháng 2 năm 2014 giới thiệu khả năng kiểm tra dung lượng đĩa cứng có sẵn, ngoài ra còn hỗ trợ bàn phím USB, cho phép người dùng cắm bàn phím vào console. Hơn một năm sau đó, vào tháng 7 năm 2015, Phil Spencer, người đứng đầu nhóm Xbox, tuyên bố rằng việc hỗ trợ chuột sẽ được bổ sung trong tương lai như là một phần của lối chơi xuyên suốt giữa các thiết bị Windows 10 và console Xbox One.
Bản cập nhật tháng 3 năm 2014 bổ sung hỗ trợ cho đầu ra ở tốc độ 50 khung hình / giây, cho phép video chạy mượt hơn trên các màn hình 50 Hz phổ biến ở Châu Âu.
Vào tháng 6 năm 2014, console đã hỗ trợ các ổ cứng ngoài có dung lượng từ 256 gigabyte trở lên, cho phép hai ổ cứng đồng thời kết nối với console qua cổng USB 3.0.
Là một phần của bản cập nhật tháng 7 năm 2014, console có thể hiểu rõ hơn các lệnh giọng nói được sử dụng bằng các giọng và tiếng địa phương khác nhau của tiếng Anh và tiếng Đức., Một tháng sau, các khả năng đặt hàng từ website Xbox chính thức và ứng dụng SmartGlass đã được kích hoạt, cho phép người dùng mua các nội dung một cách dễ dàng hơn.
Trong bản cập nhật tháng 10 năm 2014, một ứng dụng nghe nhạc đã được thêm vào với sự hỗ trợ cho nhiều định dạng và codec, bao gồm cả bộ chứa Matroska, cũng như luồng DLNA từ các thiết bị nối mạng khác.

Vào tháng 3 năm 2015, một tính năng chụp màn hình mới đã được thêm vào console cùng với độ trong suốt của ô gạch (tile), cho phép chủ sở hữu chia sẻ ảnh chụp màn hình trò chơi trực tuyến hoặc sử dụng ảnh nền làm menu.
Vào tháng 4 năm 2015, Microsoft nhận nhiều chỉ trích về mức tiêu thụ năng lượng cần thiết cho tính năng Instant-On, một bản cập nhật hệ thống được tung ra nhằm nhắc người dùng lựa chọn giữa chế độ Instant-On và chế độ tiết kiệm năng lượng.
Trong Electronic Entertainment Expo 2015 vào tháng 6, Microsoft đã thảo luận về ba tính năng chính sau này được đưa ra đối với console Xbox One vào tháng 11 năm 2015: stream Windows 10, khả năng tương thích ngược với Xbox 360 và thiết kế lại giao diện được gọi là New Xbox One Experience. Trước khi phát hành Windows 10 ra công chúng, bản cập nhật tháng 7 năm 2015 cho phép người dùng stream các trò chơi từ Xbox One đến bất kỳ thiết bị nào chạy Windows 10, một tính năng được công bố vào tháng 1 năm 2015. Dich vụ chỉ stream được đến tối đa một thiết bị mỗi lần.
Trong bản cập nhật tháng 2 năm 2016, một loạt tính năng mới sẵn sàng đưa ra thị trường, ví dụ như bảng thành tích toàn cầu cho mỗi trò chơi và khả năng ẩn các trò chơi beta chưa sử dụng hoặc đã hết hạn, hoặc các bản demo từ bộ sưu tập trò chơi của người dùng. Bản cập nhật tháng 2 năm 2016 cho phép người dùng sắp xếp lại các 'ghim' tùy chỉnh thông qua bộ điều khiển, trước đó họ phải sử dụng ứng dụng Xbox One SmartGlass để sử dụng tính năng này.
Bản cập nhật tháng 3 năm 2016 dựa trên các tính năng đã được giới thiệu trong bản cập nhật vào tháng 2 năm 2016. Các tính năng mới được đưa vào bản cập nhật vào tháng 3 năm 2016 là khả năng mua các trò chơi tương thích Xbox 360 trên trò chơi Xbox One, trò chuyện bên trong khi phát sóng các stream Twitch, độ dài ghi âm DVR tùy chỉnh được, có nghĩa là các chủ sở hữu có thể ghi một clip dài tối đa 5 phút. Các cải tiến khác bao gồm khả năng theo dõi thành tích đạt được từ Xbox One & Xbox 360, phát lại video từ nguồn cấp dữ liệu hoạt động trên Xbox One, và khả năng có 16 người trong cuộc trò chuyện nhóm. Những cải tiến khác trong bản cập nhật tháng 3 năm 2016 bao gồm khả năng khởi chạy các liên kết web và video trên YouTube trực tiếp trong Game Hub và khả năng so sánh avatar của người dùng với bạn bè của họ. Ngoài ra, bản cập nhật cũng giới thiệu khả năng factory reset mà không xóa các trò chơi và ứng dụng đã cài đặt.
Vào ngày 6 tháng 6 năm 2016, bản cập nhật đầu tiên của Windows 10 Anniversary Update được đưa ra cho những người tham gia chương trình xem trước. Bản này đi kèm nhiều tính năng mới và các cải tiến về phần mềm. Build 14352 là một trong những build đầu tiên giới thiệu Cortana. Không giống như các lệnh giọng nói cũ của Kinect, Cortana cung cấp cho người dùng phản hồi âm thanh cho các lệnh, giống như ở phiên bản PC và Windows Mobile. Bản cập nhật cũng bao gồm thiết kế mới của cửa hàng Xbox, nối tiếp mối quan hệ giữa Xbox One và Windows 10 PC. Giao diện 'Trò chơi & Ứng dụng của tôi' cũng được thiết kế lại, bao gồm thiết kế theo chiều dọc thay vì thiết kế theo chiều ngang cũ, và bổ sung cho người dùng nhiều thông tin khi tải xuống các trò chơi và ứng dụng như tỷ lệ phần trăm đã hoàn thành, kích thước tải xuống hiện tại, tổng số lượng tải xuống và tốc độ tải hiện tại. Bản cập nhật tháng 6 năm 2016 cũng đi kèm chương trình 'Facebook Friend Finder' mới, cho phép người dùng tìm và thêm bạn trên Facebook trên Xbox Live. Phiên bản cuối cùng được phát hành công cộng vào ngày 30 tháng bảy, năm 2016, trùng với việc phát hành của Windows 10 Anniversary Update. 
Vào ngày 29 tháng 3 năm 2017, bản cập nhật đã được phát hành ra công chúng. Được biết đến với cái tên Cập nhật của Người tạo Sáng tạo cho trùng khớp với phiên bản PC, được phát hành vài tuần sau vào ngày 6 tháng 4 năm 2017. Nó đã được phát hành cho Xbox Insiders vào cuối tháng 2 năm 2017 để thử nghiệm và đánh giá. Cập nhật của Người tạo Sáng gồm có một số cập nhật, bao gồm thiết kế trang chủ đã được làm mới, thiết kế hướng dẫn mới, điều khiển chụp màn hình video và chụp màn hình mới cũng như dịch vụ phát trực tuyến trò chơi mới được gọi là Beam. Khả năng tiếp cận cũng được cải thiện bằng một tính năng mới được gọi là Microsoft Co-Pilot cho phép người dùng bị khiếm khuyết về thể chất để 'móc' bộ điều khiển thứ hai để cho phép một người bạn giúp họ kiểm soát.  Khi người dùng nhấn nút  Xbox Guide, hệ thống sẽ mở hướng dẫn sử dụng thay vì quay trở về màn hình chính. Điều này thể hiện một sự thay đổi đáng kể mô hình thiết kế so với các phiên bản cũ.
Vào ngày 16 tháng 10 năm 2017, bản cập nhật mùa thu (Fall Update) được phát hành. Những thay đổi quan trọng bao gồm sửa đổi giao diện người dùng, sử dụng ngôn ngữ thiết kế Fluent Design của Microsoft, một menu Home, dashboard nhanh hơn, tính năng chuyển nội dung, hỗ trợ webcam USB, menu hướng dẫn mới, cải tiến DVR cùng một số chức năng khác.
Thêm vào đó, bản cập nhật sắp tới sẽ bổ sung hỗ trợ cổng phụ trợ cho console, cho phép người dùng kết nối với các mạng không dây yêu cầu xác thực, thường được sử dụng trong các trường đại học, khách sạn cũng như các hotspot được cung cấp bởi các nhà cung cấp dịch vụ internet.
Microsoft nhắm tới việc phát hành các bản cập nhật một cách thường xuyên cho Xbox One, chủ yếu là cá tính năng hoặc cải tiến mới, cũng như tăng tốc độ cài đặt và khởi động các trò chơi và ứng dụng. Bản cập nhật lớn nhất được tung ra trong tháng 11 năm 2015, có tên là New Xbox Experience.